# 1059

## Починали
- Михаил Керуларий, константинополски патриарх